# Mimudea lysanderalis
Mimudea lysanderalis là một loài bướm đêm trong họ Crambidae.